# 臺灣省城

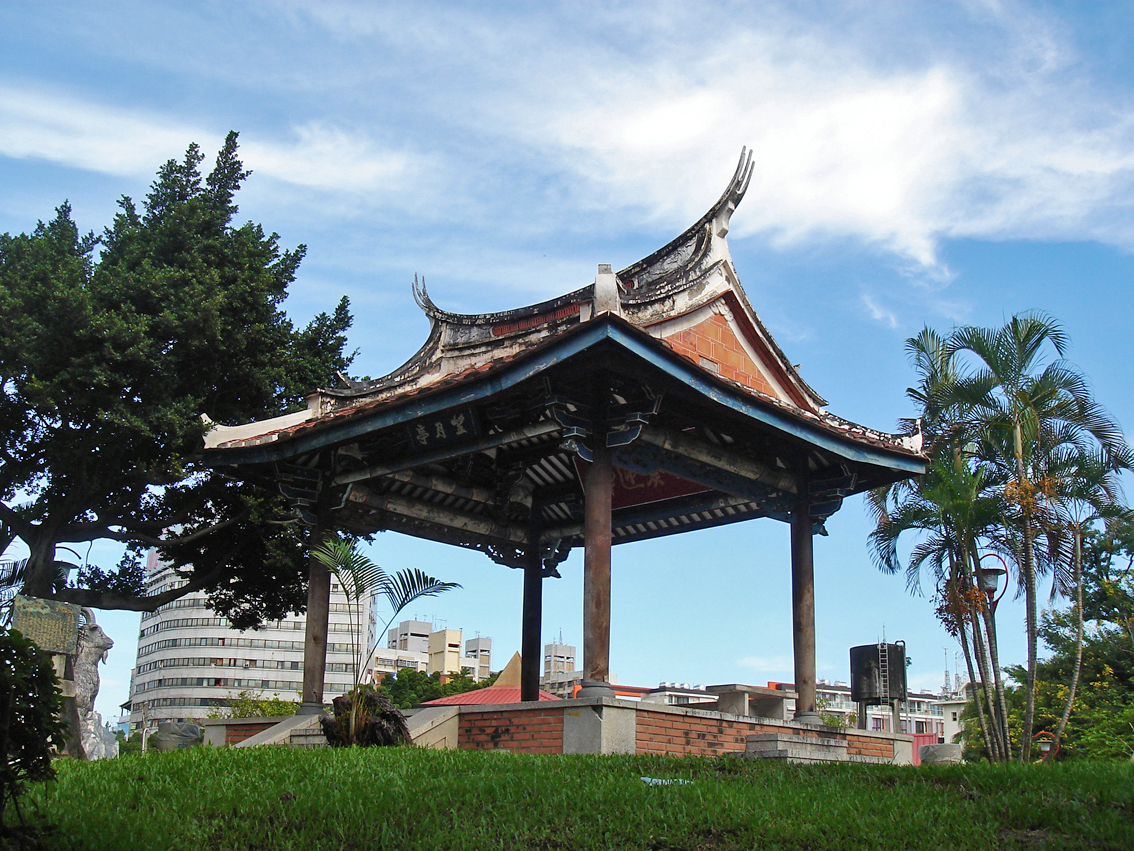
臺中公園望月亭—臺灣省城（府城）僅存的門樓建築

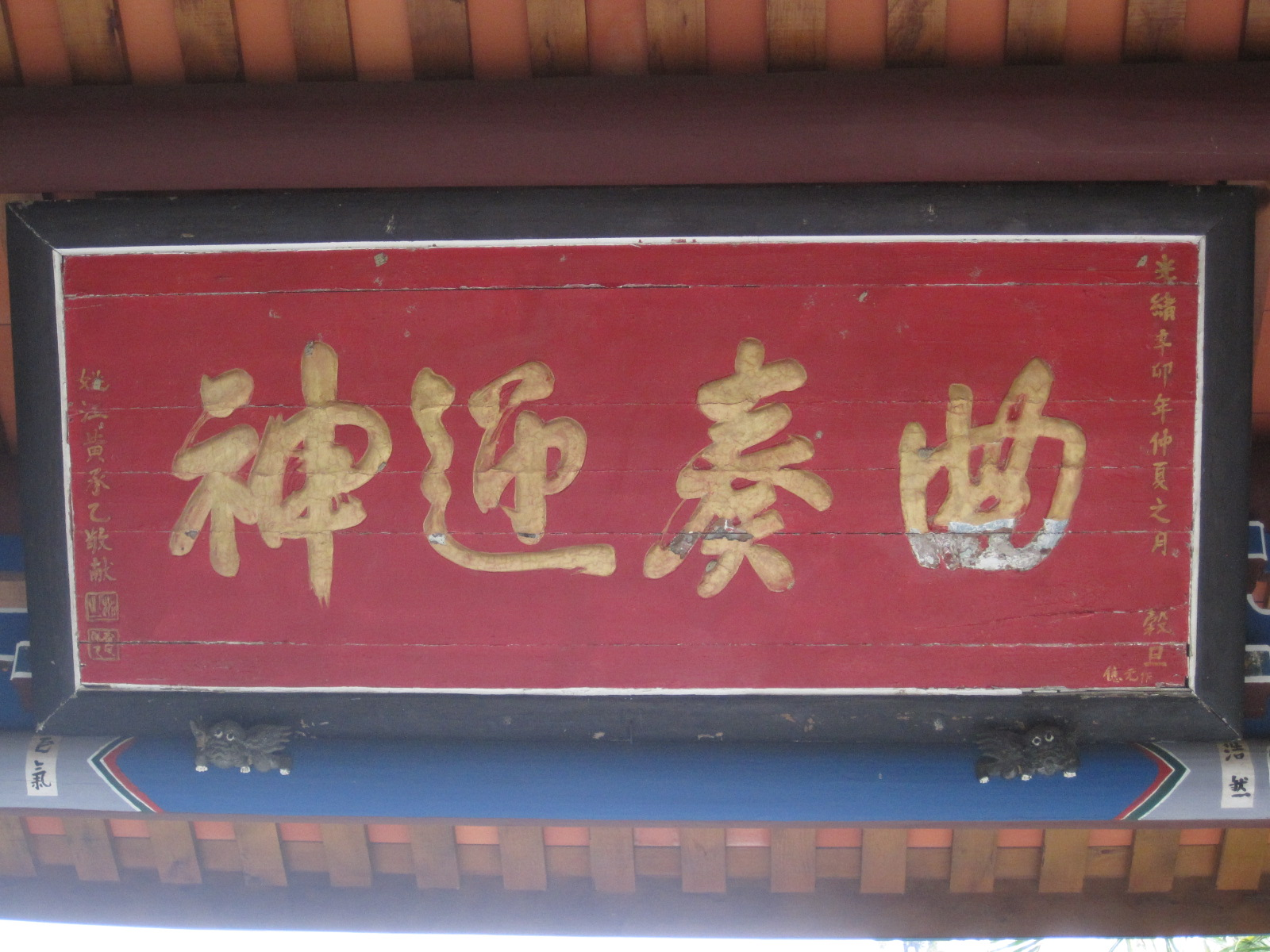
曲奏迎神匾

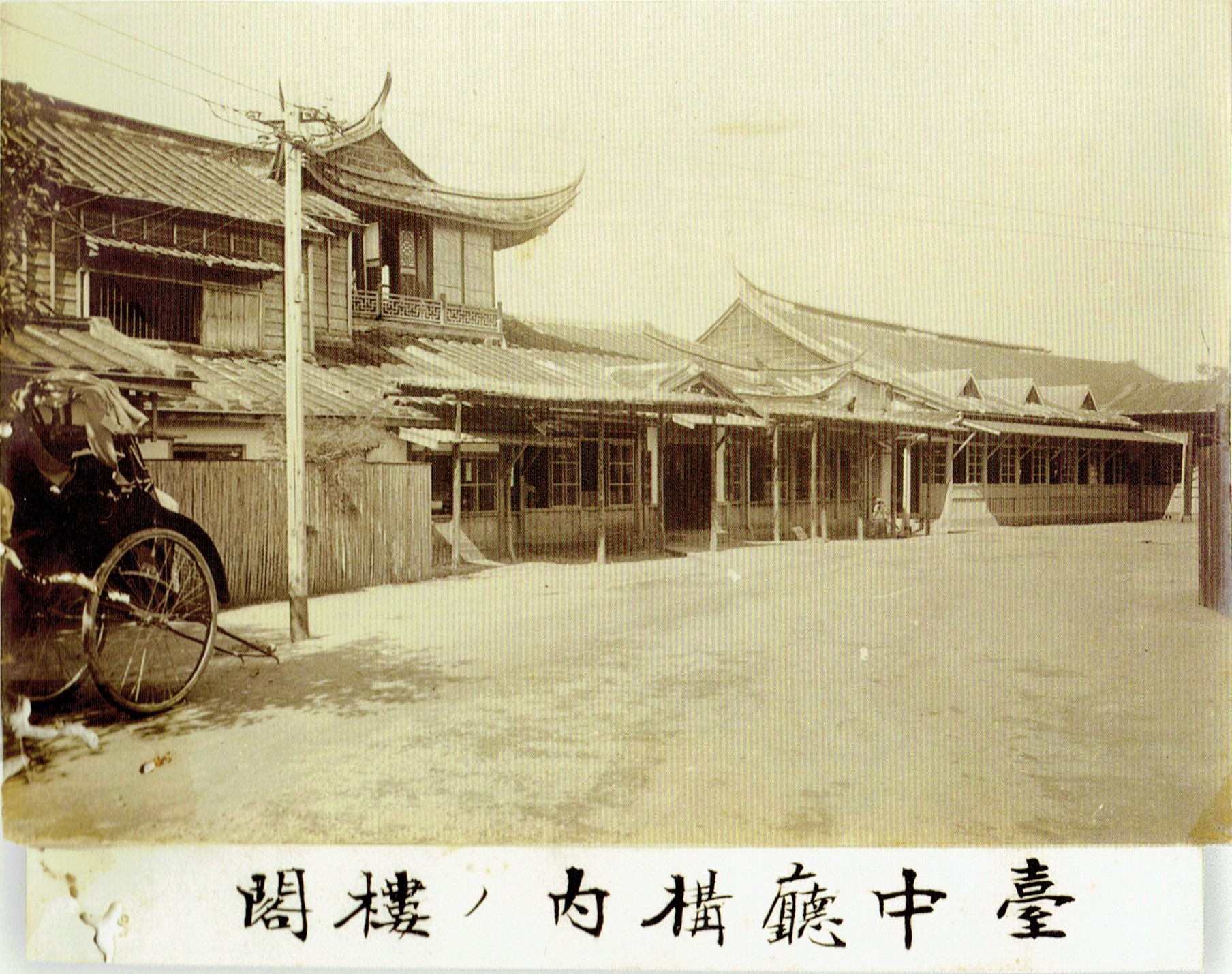
日治時期曾做為臺中廳廳舍的原考棚

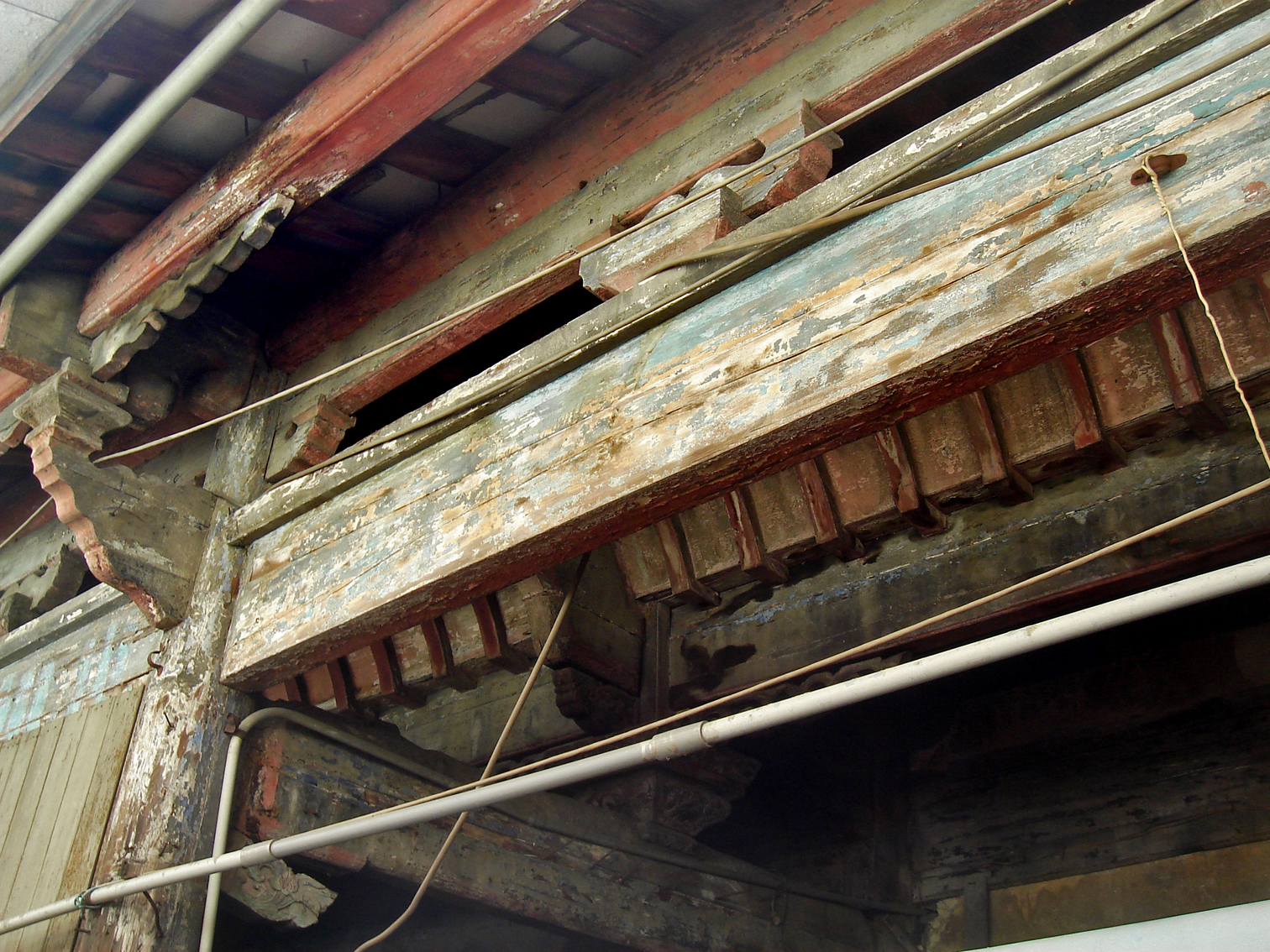
整修前的臺灣省城儒考棚

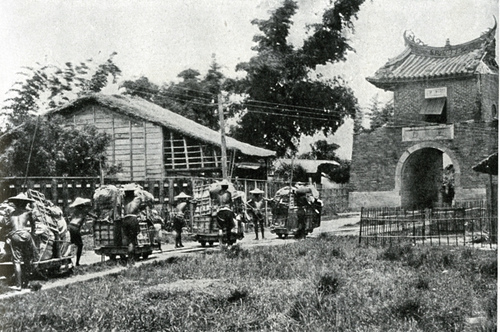
大西門「兌悅門」

臺灣省城是清朝時臺灣建省後，首任臺灣巡撫劉銘傳預定設在彰化縣橋仔頭（雅作橋孜圖，今臺中市中心）的省城，負責管理臺灣的中路，亦是行政區劃調整後新臺灣府的府治所在，也是臺灣縣的縣治所在。但在邵友濂接任巡撫後令省城停工，並將省會正式移到臺北府，於是此城之後僅為新的臺灣府城，且直到乙未戰爭時仍處於未完工狀態。日治時期在1903年進行市區改正後省城建物幾乎全毀，僅留下臺灣省城大北門的城樓（今臺中公園望月亭）以及儒考棚。

## 沿革
於光緒七年（1881年），福建巡撫岑毓英便感到臺灣中路防衛不足，便命按察使銜分巡臺灣兵備道劉璈調查彰化一帶，之後劉璈贊成將巡道調往中路，並建議選擇貓霧拺、上橋頭、下橋頭或烏日莊等地擇一建城。之後到了光緒十三年（1887年）劉銘傳來臺勘察後，確定選擇橋仔頭作為省會，亦為臺灣府府治所在，周圍改為臺灣縣，而原臺灣府與臺灣縣則改成臺南府與安平縣。
省城的範圍在頂橋仔頭到東大墩一帶，包含了三分之一的東大墩街，另外也涵蓋了整條新莊仔街並至旱溪西側為止。而在土地方面，東邊原為仕紳吳鸞旂所有，南邊與考棚東南邊的地原屬霧峰林家，城中央原屬樹仔腳林家的地，而城北與西門外則是之前被抄收的地，面積共計約為375甲6分。築城工程自光緒十五年（1889年）八月始，由臺灣府臺灣縣知縣黃承乙監造、林朝棟派兵負責修築城垣、吳鸞旂為總理，工人則主要來自兵勇，另外還有從上海招募來的50名木工與泥水匠師。築城費用共21萬5000銀兩，由彰化、苗栗、雲林、臺灣四縣的經費分攤。然而城尚未築完，便於光緒十七年（1891年）二月停工，而接任劉銘傳的邵友濂更是在光緒二十年（1894年）二月將省會移到臺北府，之後因經費不足，直到乙未割臺時城池仍處於未完工狀態。
日治時期，城池全被拆除，僅留下大北門城樓，該城樓後來移到臺中公園砲臺山旁，改稱望月亭作涼亭使用，其內仍有當年臺灣知縣黃承乙所書之「曲奏迎神」匾額。

## 建築特色

### 省城
城內則建有臺灣縣署、文廟、儒考棚、演武廳、城隍廟等建築。

### 城牆
臺灣省城的城牆接近八角形，厚1丈5尺（約5.2米），而城門高1丈5尺3寸（約5.3米）。城垣實際完成部分為大北門經小北門到西門這段約650丈長的部分（約2.2公里），此外大多僅築成150公分高的牆基。目前已經完全拆除。

### 城門
城門的部分則共有八門四樓，分別為

#### 現存
- 大北門「坎孚門-明遠樓」：為翹脊，薄瓦頂。疊斗式構造，歇山式屋頂架構，在門外還設有接官亭，目前只剩下城樓，稱為望月亭

#### 已拆除
- 大東門「震威門-朝陽樓」
- 小東門「艮安門」
- 大西門「兌悅門-聽濤樓」
- 小西門「坤順門」
- 大南門「離照門-鎮平樓」
- 小南門「巽正門」
- 小北門「乾健門」